# Ton Simons
Ton Simons (Beesel, 1948) is een Nederlandse danser en choreograaf.

## Carrière
Ton Simons kreeg zijn eerste danslessen bij Dansstudio Margriet Franken in Breda. Na korte tijd Geneeskunde te hebben gestudeerd en een opleiding tot beeldhouwer te hebben gevolgd volgde hij een studie aan de Rotterdamse Dansacademie onder de toenmalige leiding van Lucas Hoving. Aansluitend ging hij in dienstverband dansen bij het Werkcentrum Dans van Käthy Gosschalk, Nederlands eerste post-moderne dansgroep en de voorganger van De Rotterdamse Dansgroep. Simons volgde tevens workshops en lessen bij de Merce Cunningham Dance Company in New York, een belangrijk gezelschap op het gebied van Moderne dans.
In 1978 vestigde hij zich als freelance danser en choreograaf in New York. Van 1982 tot 1996 leidde hij hier zijn eigen dansgroep: Ton Simons and Dancers. Tegelijkertijd bleef hij van 1982 tot 1999 als vaste gastchoreograaf verbonden aan het Werkcentrum Dans/De Rotterdamse Dansgroep. In 1999 volgde Simons Käthy Gosschalk op als artistiek directeur van De Rotterdamse Dansgroep, die in 2001 werd omgedoopt in Dance Works Rotterdam. In maart 2010 trad hij hier af. Sinds 2010 heeft hij zich gevestigd als freelance choreograaf. Hij werkt regelmatig als gastchoreograaf voor dansopleidingen zoals die van Codarts en de UNCSA (University of North Carolina, School of the Arts - School of Dance) in de VS.
In 2014 ontving Simons een Zwaan voor de choreografie Romance, die hij in samenwerking met fotograaf Rineke Dijkstra maakte voor het programma Dutch Doubles van Het Nationale Ballet. In deze serie producties werden bekende Nederlandse choreografen gekoppeld aan andere bekende Nederlandse kunstenaars, waaronder mode-ontwerpers Viktor&Rolf en harpist Remy van Kesteren.
Simons werkt veelvuldig samen met toonaangevende componisten, musici, beeldend kunstenaars en ontwerpers. In zijn voorstellingen worden muziek en dans gemengd met lichteffecten, video en computeranimatie.

## Choreografieën
Werken van Ton Simons geschreven voor de genoemde dansgezelschappen en in première gegaan in het desbetreffende jaar:
| Jaar | Titel | Gezelschap                                                              |
| ---- | --- | ----------------------------------------------------------------------- |
| 1977 | 2 Avonden | Werkcentrum Dans                                                        |
| 1978 | Jumble | Werkcentrum Dans                                                        |
| 1979 | Kameubel Kamengelmoes | Werkcentrum Dans                                                        |
| 1980 | Commonplace Quintet | De Rotterdamse Dansgroep                                                |
| 1982 | Echo 2 | Werkcentrum Dans                                                        |
| 1982 | Sleeve |                                                                         |
| 1982 | Tally |                                                                         |
| 1984 | Rondo | Werkcentrum Dans                                                        |
| 1985 | Visioenen uit een heksenketel                                                                                                  | Werkcentrum Dans                                                        |
| 1987 | The Palace at 4 a.m. | Dansgezelschap Reflex en Ton Simons and Dancers                         |
| 1987 | Moonlight | De Rotterdamse Dansgroep                                                |
| 1987 | Palace Variations | Dansgezelschap Reflex                                                   |
| 1988 | Materia Prima | De Rotterdamse Dansgroep                                                |
| 1989 | Solitude / Im Auge Gottes | De Rotterdamse Dansgroep                                                |
| 1989 | Grace | De Rotterdamse Dansgroep                                                |
| 1991 | Sleepless Nights | De Rotterdamse Dansgroep                                                |
| 1991 | Solitude Duet | Ton Simon and Dancers in co-productie met het Holland Dance Festival    |
| 1991 | Private Debates / Public Exhibition                                                                                            | Ton Simon and Dancers in co-productie met het Holland Dance Festival    |
| 1991 | In The Studio (Shapes) II | Ton Simon and Dancers in co-productie met het Holland Dance Festival    |
| 1991 | Still-life III | Ton Simon and Dancers in co-productie met het Holland Dance Festival    |
| 1992 | Pantheon Pace | De Rotterdamse Dansgroep                                                |
| 1992 | In the Studio (Shapes) I | Stichting Dans in Uitvoering                                            |
| 1993 | The Idea of Order | De Rotterdamse Dansgroep                                                |
| 1993 | Tally | De Rotterdamse Dansgroep                                                |
| 1993 | Clay I | De Rotterdamse Dansgroep                                                |
| 1994 | God / Dog Variations | De Rotterdamse Dansgroep                                                |
| 1995 | Still Life | Stichting Peter Bulcaen                                                 |
| 1995 | Still Life III | De Rotterdamse Dansgroep                                                |
| 1996 | Song | De Rotterdamse Dansgroep                                                |
| 1996 | The Tenderness of Patient Minds                                                                                                | Pacific Northwest Ballet                                                |
| 1997 | Ratio | De Rotterdamse Dansgroep                                                |
| 1997 | Clay II | De Rotterdamse Dansgroep                                                |
| 1997 | Through The Wall | De Rotterdamse Dansgroep                                                |
| 1998 | Solo voor Joke | De Rotterdamse Dansgroep                                                |
| 1998 | Michelangelo - samen met choreograaf Andy Howitt                                                                               | De Rotterdamse Dansgroep in co-productie met LantarenVenster Producties |
| 1999 | Small Triptych | De Rotterdamse Dansgroep                                                |
| 1999 | Northern Light | De Rotterdamse Dansgroep                                                |
| 2000 | Triptych 1 (Forward and Backward)                                                                                              | Dance Works Rotterdam                                                   |
| 2000 | Triple Splice A and B | Dance Works Rotterdam                                                   |
| 2000 | Triple Splice C | Dance Work Rotterdam                                                    |
| 2000 | Triptych 1 | Dance Works Rotterdam                                                   |
| 2000 | Tenderness | Dance Works Rotterdam                                                   |
| 2000 | Misericordia | Dance Works Rotterdam                                                   |
| 2000 | Casting & muziek | Dance Works Rotterdam                                                   |
| 2000 | Larghetto | Dance Works Rotterdam                                                   |
| 2000 | Hip / Finger | Dance Works Rotterdam                                                   |
| 2000 | Allegro 2 | Dance Works Rotterdam                                                   |
| 2001 | Wall Part N.L. | Dance Works Rotterdam                                                   |
| 2001 | Gate of Heaven Road | Dance Works Rotterdam                                                   |
| 2001 | Racing Thoughts | Dance Works Rotterdam                                                   |
| 2002 | Eye in All - samen met choreografen Andrea Leine en Harijono Roebana                                                           | Dance Works Rotterdam                                                   |
| 2002 | Scoreline Set | Dance Works Rotterdam                                                   |
| 2003 | Stack | Dance Works Rotterdam                                                   |
| 2003 | 16 Dances | Dance Works Rotterdam                                                   |
| 2003 | Quantum Q | Dance Works Rotterdam                                                   |
| 2004 | Cel | Dance Works Rotterdam                                                   |
| 2004 | 16 Dances, nieuwe versie | Dance Works Rotterdam                                                   |
| 2004 | Blue Dance | Dance Works Rotterdam                                                   |
| 2005 | Mind and Matter | Dance Works Rotterdam voor Festival Voor de Wind                        |
| 2005 | Four Trios | Dance Works Rotterdam                                                   |
| 2005 | (P)art-Trap - Time Remix | Dance Works Rotterdam                                                   |
| 2005 | Little Ease | Holland Dance Festival                                                  |
| 2006 | Human Figures / Das wohltemperierte Clavier                                                                                    | Dance Works Rotterdam                                                   |
| 2008 | Mortal Coil | Dance Works Rotterdam                                                   |
| 2008 | Moving Being | Dance Works Rotterdam                                                   |
| 2009 | Van Morrison Suite | Dance Works Rotterdam                                                   |
| 2009 | 7 Romances on Verses by Alexander Blok                                                                                         | Dance Works Rotterdam                                                   |
| 2009 | Largo | Dance Works Rotterdam                                                   |
| 2010 | Whitworth / Beesel | Dance Works Rotterdam                                                   |
| 2012 | A Dance Concert - samen met choreografen Richard Alston, Ann van den Broek, Harijono Roebana, Jefta van Dinthe en Andrea Leine | Holland Dance Festival                                                  |
| 2012 | The Nature of Difference | Het Nationale Ballet                                                    |
| 2014 | Romance | Het Nationale Ballet                                                    |
| 2015 | Measuring Blue (for Brenda) | University of North Carolina, School of the Arts (UNCSA)                |
| 2018 | 8 Preludes | Junior Company van Het Nationale Ballet                                 |

## Prijzen
- 1979 Amsterdams Fonds voor de Kunsten (Nederland), Sonia Gaskell Prijs
- 1990 Vereniging van Schouwburg- en Concertgebouw Directies (VSCD, Nederland), Nederlandse Choreografieprijs
- 1991 The New York Foundation for the Arts (Verenigde Staten), Individual Artist’s Fellowship
- 1992 The National Endowment for the Arts (Verenigde Staten), Choreographer’s Fellowship
- 1993 The National Endowment for the Arts (Verenigde Staten), Choreographer’s Fellowship
- 2004 Stichting Dansersfonds ‘79 (Nederland), Prijs van Verdienste
- 2014 Zwaan van de VSCD voor choreografie Romance